# 郑宏 (武安侯)
郑宏（15世纪—1477年2月27日），南直隶合肥县人。明朝侯爵、武官。

## 早期仕途
武安侯郑能子。正统十一年（1446年）二月袭父爵武安侯。四月，朝廷命南京户部给郑宏岁禄一千五百石、米八百石、麦七百石。十三年（1448年）八月，敕郑宏与建平伯高远去南北直隶及山东等处印烙孳生马六万馀匹。

## 明代宗年间
正统十四年（1449年）九月，明代宗命郑宏与彭城伯张瑾印记南北二太仆寺孳生马骡六万馀匹。景泰元年（1450年）十一月，代宗遣郑宏、定西侯蒋琬、驸马都尉焦敬为正使、给事中谷茂、曹凯、王让为副使，持节册封代王嫡长子朱成为代世子、次子朱成鏻为定安王、韩靖王庶长子朱徵钋为韩王、赵王第五子朱祁鋹为洛川王、都指挥同知姚贵女为代世子妃、都指挥佥事王钦女为定安王妃、北城兵马副指挥高冈女为广灵王妃、西城兵马副指挥李刚女为通渭王妃。
二年（1451年）春，武清侯石亨、武安侯郑宏、武进伯朱瑛令家人领官库银帛，多有贪污。七月，右副都御史巡抚大同提督军务年富首先弹劾请求治罪，诏宥石亨等，家人治罪。同月，代宗遣郑宏、隆平侯张福为正使、兵科给事中谷茂、刑科给事中刘琏为副使，持节册封南城兵马指挥李进女为淮王朱祁铨妃、长史王彰女为永丰王朱祁钺妃、荆州府学教授杨暹女为辽府松滋王朱豪垔妃、兵马副指挥陈佑女为辽府应山王朱豪𡑡妃，赐冠服诰命。
三年（1452年）闰九月，命泰宁侯陈泾及郑宏为正使，吏科给事中杨瓒、户科给事中高崇为副使，持节册封晋府宁化懿简王庶长子镇国将军朱美壤为宁化王、夫人赵氏为宁化王妃、临泉庄简王庶长子朱钟鏶为临泉王、赣州卫千户刘瑛女为宁府弋阳王妃，赐册命冠服。六年（1455年）四月，侍班御史奏称朝参官少了，诏锦衣卫、鸿胪寺点名，发现郑宏等二百十四人没到，上报，代宗命郑宏等跪于午门外，日落了才放他们离开。
七年（1456年）八月，命广宁伯刘安、崇信伯费钊、郑宏、应城伯孙继先、陈泾、高远、安乡伯张宁、修武伯沈煜去南京五军都督府视事。英国公张懋及郑宏各置田庄于边境，由军士耕种，十月，因年富弹劾二人妨碍守边，请求治二人罪，这些军队回到军伍，诏令宽宥二人，但若再犯则不赦。

## 明英宗年间
天顺二年（1458年）正月，郑宏为南京掌右军都督府事，奏新江口为往来总要，宜操习水战，以备不虞，请求敕兵部放还先前调走的用于漕运等的屯种官军共四千五百五十人仍回新江口操练，就于各卫空闲官军内选补运粮军士，并调拨军士种田，获准。
三年（1459年）正月，南京户部尚书张凤奏南京锦衣等四十二卫屯军先前因选留操备运粮等项妨碍屯种，已经奏准放回屯种，如今管操者郑宏又奏将屯军操备，请求敕南京守备魏国公徐承宗等执行命令、南京各卫原屯旗军仍旧屯种，获准。二月，郑宏因被校尉指称挟鹰犬沿途纵猎、清明祭拜帝陵后驰神道以归，被六科十三道弹劾、三法司、锦衣卫当廷问罪，下狱，判绞刑，命严格囚禁。四月，宽宥其罪，罚禄一年，谕令其读书习礼。
天顺四年（1460年）九月，彭城伯张瑾为葬妻，称病不朝，与成国公朱仪、郑宏等会饮于家，被锦衣卫指挥逯杲报告，张瑾等畏罪没有陈说实情，被都察院弹劾欺罔请求逮捕问讯，明英宗都宽宥了他们。六年（1462年）八月，郑宏与隆平侯张佑去南北直隶等处印记马骡驹二万七千馀匹。

## 明宪宗年间
天顺八年（1464年）三月，明宪宗命郑宏佩征虏前将军印充总兵官镇守辽东。十月，刑科给事中赵忠奉使辽东赏赐军士，有所侵吞，为巡抚辽东都御史滕昭和郑宏所劾，命付法司计议回奏，赵忠惧罪而遁。郑宏奏谍报孛来拥众三万余纠合朵颜三卫残寇欲来侵边，宪宗敕沿边诸将烧了边境敌军出没之处的枯草以防敌军潜伏。十二月，郑宏奏都指挥焦贵失守地方、私役军士及求索狐貉等皮诸罪，宪宗令法司查问。
成化元年（1465年）正月，兵部上言郑宏奏左参将刘端调守宁远时故意违背节制逃回及在公会辱骂郑宏、意欲手刃之，移文巡抚等官核实，结果是刘端有违命辱骂之行，其余都是郑宏所诬构，都请求追究治罪以为边将不协之戒。二到三月，孛来诱兀良哈九万骑入辽河，被郑宏在长岭山击退，斩首五级、俘获十一人及其牛马军器。滕昭将此事奏报朝廷，宪宗下敕书奖励。六月，郑宏、刘端都服罪，宪宗同时宽宥他们，仍令兵部移文令边将各自安分守法、协和行事，再犯不贷。同年秋，东宁等卫军私出境外采取人参，多为建州女真所伤虏，有二十三人逃入朝鲜境，被朝鲜国王送回；各处沿边地方数遭女真入境剽掠人畜器物，分守指挥、千百户皆匿不报，郑宏等送二十三人赴京并奏巡守指挥孙昱、千户尹敬、百户彭俊、都指挥同知孙能、堤备参将曹广、右监丞韦朗等以下失误军机之罪，事下法司，都察院拟议弹劾郑宏号令不严、滕昭等容隐不举奏之罪，请求逮捕治罪。八月，宪宗宽宥郑宏、滕昭、太监李良等罪；成化二年（1466年）五月，宪宗令姑且赦免都指挥以上之罪，其余令巡按御史杖责释放。七月，兵部奏辽东花儿营等处遭入侵，弹劾李良、郑宏、滕昭不能申严号令，都请求按例治罪，宪宗仍赦免三人。九月，郑宏等奏建州女真三千从黑岭等墩入境，又有五百从其他道路入境抢掠人畜、杀伤官军，分巡守堡官军都已按律治罪，并弹劾左参将曹广、韦朗怠惰纵敌劫杀，请求治罪，为守边者戒。事下兵部，兵部商议由左都御史李秉整饬辽东抵大同边备，李秉到任后就弹劾郑宏等失机误事的失律之罪。郑宏等又奏建州女真从庆云堡以西入境大肆抢掠，仍屯境外未散，又见剌榆埚等墩十三处火光绵延数十里，兵部商议由李秉选将练兵、根据敌情调遣剿杀，获准。十月，李秉再弹劾郑宏、李良，郑宏、李良仍被宽宥。巡按辽东监察御史魏瀚奏辽东石峰山等处女真屡入境抢掠、杀伤官军，弹劾李良、郑宏平日不能振作士气，兵部上报，宪宗下旨令李良、郑宏自我辩护，令巡抚官逮捕韦朗治罪。十一月，郑宏与李良奉旨自陈失机罪状，宪宗下旨二人既已服罪，宽宥之，要他们用心御寇以赎前罪。同月，郑宏被建州女真左卫都督同知董山所败，奏鞑靼九百余骑掠来凤等寨，指挥刘英领军至崔聋子寨与其对敌被其射死，已遣将领军分据险要，设伏截杀。兵部请详报被杀官军名数及失机误事官员。十二月，李秉弹劾李良、郑宏等上下偷安、累失军机，宪宗令记下郑宏等罪待其立功自赎，再犯不宥。
成化三年（1467年）六月，兵部奏请治李良、郑宏等罪，诏令姑且宽宥郑宏、停俸禄半年。九月，命镇远侯顾淳、张佑、广平侯袁瑄、郑宏、阳武侯薛琮为正使、尚宝司司丞李木、户科给事中彭序、工科给事中张琳、吏部郎中张寰、刑部郎中陆昹为副使，封鲁世子朱泰堪为鲁王、妃赵氏进封为鲁王妃、世孙朱阳铸进封为鲁世子、夫人张氏为世子妃、荆王弟朱见澋为樊山王、周王庶子朱同䤪为上洛王、朱同铌为鲁阳王、永宁靖僖王长子朱子场为永宁王、兵马指挥李福女为赵王妃、长沙卫指挥使武英女为岷世子妃、百姓李庆女为永宁王妃。
成化八年（1472年）四月，遣怀宁侯孙辅、恭顺侯吴鉴、郑宏、庆云伯周寿、清平伯吴玺、靖远伯王添、安顺伯薛珤、宣城伯卫颍为正使，尚宝司丞李璋、刑科给事中杨理、礼科给事中唐章、工科给事中刘昂、吏科右给事中徐英、吏部郎中倪辅、户部郎中文志贞、兵部郎中姚壁为副使，持节册封蜀怀王庶弟通江王朱申凿为蜀王、庆康王第六子朱邃㙂为丰林王、代府宣宁靖庄王长子朱仕𡑤为宣宁王、晋府临泉悼昭王长子朱奇湒为临泉王、方山庄宪王庶长子镇国将军朱钟铤为方山王、靖江王府桂林右卫千户林荣妹为靖江王朱规裕妃、周府汝阳安惠王长子朱同鋞为汝阳王、夫人梁氏进为汝阳王妃、楚府永安庄惠王长孙朱荣澹为永安王、夫人孙氏进为永安王妃、岷府江川王朱音坄夫人刘氏进为江川王妃。
成化九年（1473年）三月，领南京中府，坐营管操。十年（1474年）闰六月，代蒋琬为兼操江。兵科右给事中章镒等趁机上言郑宏已掌南京后府事，兼管操备，今又令管操江，一人兼三事，且郑宏谋略不显，不可兼任，应举荐能者。宪宗称郑宏管操只是协同朱仪，故不改任。十一年（1475年）十一月，郑宏奏，奉敕兼管新江口并督捕盐徒贼盗，抓获了就解送巡江巡按御史究问，但御史出巡路远事繁，盗贼长期被搁置，新江口牢狱不坚固，难于监守，请求直接送都察院收问，刑部认可其言，建议如御史在南京或出巡不远，则如敕旨解送。议上，获准。十三年（1477年）二月，郑宏卒。朝廷遣官营葬事，祭礼仪物如例。卫颍代其操练。子郑英袭爵。
《明史·杨一清传》载弘治十五年（1502年）杨一清巡抚陕西、督马政时将贪腐昏庸的郑宏弹劾罢免，疑误。此处被弹劾罢免的当为其子袭爵武安侯也曾任总兵的郑英。

## 评价
郑宏容貌魁硕，勇敢自肆，侈用无度，惟薄不修，舆论贬低他。

## 家庭
郑宏至少有两个妹妹，分别嫁给袭天津卫指挥佥事张镛和石亨。